# کناس سفلی
کناس سفلی، روستایی از توابع بخش حسن‌آباد شهرستان اقلید در استان فارس ایران است.

## جمعیت
این روستا در دهستان حسن‌آباد قرار دارد و براساس سرشماری مرکز آمار ایران در سال ۱۳۸۵، جمعیت آن ۳۵۰ نفر (۷۱خانوار) بوده‌است.